# پروانه کرچک گوشه‌دار
پروانه کرچک گوشه‌دار (نام علمی: Ariadne ariadne) نام یک گونه از سرده پروانه کرچک است.